# Antonio Núñez
Antonio Núñez Tena (Madrid, 15 gennaio 1979) è un ex calciatore spagnolo, di ruolo centrocampista.
In passato ha vestito anche le maglie di Real Madrid e Liverpool.

## Carriera
Dopo aver giocato per club minori spagnoli, nel 2001 viene acquistato dal Real Madrid B dove gioca con continuità per due stagioni, prima di essere promosso in prima squadra nel 2003. Al debutto nella Primera División, il 2 settembre 2003 segna il suo unico gol stagionale, in occasione della sfida pareggiata 1-1 contro il Villarreal. Complessivamente nella sua stagione con le merengues collezione 11 incontri di campionato.
Nel 2004 passa al Liverpool, guidato dal tecnico spagnolo Rafa Benítez. Con i reds gioca 18 partite in Premier League. Il suo unico goal con la maglia del Liverpool venne siglato contro il Chelsea nella finale di Coppa di Lega 2005, poi persa 3-2 dopo i supplementari. Era in panchina in occasione della finale di Champions League il 25 maggio 2005 contro il Milan, nella quale il Liverpool portò a casa il quinto titolo continentale. In tale competizione era sceso in campo 5 volte in tutta la stagione.
Successivamente ritorna in Spagna dove gioca per due stagioni nel Celta Vigo e per una nel Real Murcia, sempre da titolare. Nel 2009 si accasa ai ciprioti dell'Apollōn Limassol, per poi rientrare in Spagna dopo 3 stagioni.
Qui, dopo le brevi esperienze al Huesca e al Deportivo La Coruña, si accasa al Recreativo Huelva, divenendone capitano e ritirandosi a 39 anni dopo quattro stagioni.

## Palmarès

### Club
- Supercoppa di Spagna: 1

Real Madrid: 2003
- UEFA Champions League: 1

Liverpool: 2004-2005
- Coppa di Cipro: 1

Apollon Limassol: 2009-2010